# Florsländor
Florsländor (Hemerobiidae) är en familj i insektsordningen nätvingar som innehåller mer än 500 arter över hela världen. I Sverige finns 28 arter.
Florsländor liknar på många sätt guldögonsländor, men är i allmänhet mindre och oftast brunaktiga i färgen. Skillnader finns också i vingarnas ådring. På den främre kanten av vingen har florsländorna vingribbor som är gaffelgrenade, vilket guldögonsländorna inte har. Florsländorna har också fler längsgående vingribbor än guldögonsländorna.
Florsländor har fullständig förvandling och är predatorer både som larver och imago. Larverna livnär sig till stor del på bladlöss, men liksom för den fullbildade insekten utgör också andra små insekter och ryggradslösa djur en del av födan.